# Isaïes de Xipre
Isaïes de Xipre o Esaïes de Xipre (en llatí Esaias o Isaias, en grec Ἠσαΐας) fou un escriptor religiós romà d'Orient que va viure probablement durant el regnat de Joan VII Paleòleg vers el 1430. La seva obra Oratio de Lipsanomachis és esmentada per Nicolau Comnè Papadopoli. Una carta en defensa de la processó de l'Esperit Sant és esmentada per Lleó Al·laci.
Existeixen també dues epístoles de Miquel Glicàs dirigides al "molt venerat (τιμιωτάτῳ) monjo Isaïes", que se suposa que seria aquest Isaïes de Xipre.